# هيو روبرت
هيو روبرت ميل (28 مايو 1861 - 5 أبريل 1950)، عالم جغرافيا وأرصاد إسكتلندي. يعود له الفضل في تحديث أساليب دراسة الجغرافيا وتطوير علم الأرصاد. عمل كرئيس للجمعية الملكية للأرصاد الجوية من (1907-1908) ولاحقا تولى منصب رئيس الجمعية الجغرافية عام 1932. 

## روابط خارجية
- هيو روبرت على موقع الموسوعة البريطانية (الإنجليزية)